# Comando de Educación y Entrenamiento Aéreo
El Comando de Educación y Entrenamiento Aéreo (AETC por su sigla en inglés) (en inglés: Air Education and Training Command) es un comando de la Fuerza Aérea de los Estados Unidos. Se estableció el 1 de julio de 1993, con la reorganización del comando de entrenamiento aéreo y la Universidad del Aire. Es un de los 10 comandos principales (MAJCOM por sus siglas en inglés) de la Fuerza Aérea de los Estados Unidos.
El Comando de Educación y Entrenamiento Aéreo tiene su principal sede en la Base de la Fuerza Aérea Randolph, localizada en Texas.
Más de 48 000 miembros en servicio activo y 14 000 personal civil constituyen esta unidad. El comando tiene la responsabilidad de unos 1600 aviones.

## Formación Técnica y Militar
La 2.ª Fuerza Aérea que tiene como sede la Base de la Fuerza Aérea Keesler en Misisipi, es la encargada de llevar a cabo el entrenamiento militar y técnico de los oficiales miembros enlistados de la USAF. A su vez la Guardia Nacional Aérea y el Comando de la Reserva Aérea enlista a sus personal en la Base de la Fuerza Aérea Lackland en Texas, esto es a raíz de la incorporación de aproximadamente 36 000 nuevos pilotos que completarán una instrucción militar en un programa de medio tiempo para así convertirse en miembro permanente de la reserva o guardia nacional aérea de la USAF.
El personal de la USAF después de haber tenido un entrenamiento militar pasan a una instrucción de especialización técnica en cinco instalaciones principalmente que son las Bases de la Fuerza Aérea Goodfellow (San Angelo, Texas), Lackland (San Antonio, Texas), Sheppard (Wichita County, Texas), Keesler (Harrison County, Misisipi) y Vandenberg (Barbara County, California); también existen otro tipo de escuelas especializadas que son el Instituto de Idiomas de Defensa que se ubica en California y la Escuela NRBQ del Ejército que está ubicada en el Fuerte Leonard Wood en el estado de Misuri. Cada una de estas bases tiene bajo su responsabilidad dar una parte específica en la formación de los aviadores que es vital en el entrenamiento de los próximos aviadores de la USAF. En estas instalaciones se lleva a cabo instrucción docente en distintas especialidades como mantenimiento de aeronaves, principios electrónicos, transporte aéreo, ingeniería civil, servicios médicos, sistemas informáticos, fuerzas de seguridad, control de tráfico aéreo, personal, inteligencia, lucha contra incendios, la predicción del tiempo y operaciones de misiles.
También en la 2.ª Fuerza Aérea se lleva a cabo el adiestramiento de los perros que son utilizados por la Administración Federal de Aviación.

## Valores principales de formación
En el año 1995, el secretario de la Fuerza Aérea, Sheila E. Widnall y el jefe del Estado Mayor de la Fuerza Aérea, general Ronald R. Fogleman, aprobaron los siguientes valores centrales de la Fuerza Aérea de Estados Unidos que son:
- Integridad por sobre todo.
- Deber está por encima de uno mismo.
- Excelencia en todo lo que hagamos.

El Comando de Educación y Entrenamiento Aéreo, junto con la Academia, son los responsables de la enseñanza de estos principios en toda la Fuerza Aérea.

## Organización

### 2.ª Fuerza Aérea
Cuartel General: Base de la Fuerza Aérea Keesler, Misisipi.
- Ala de Entrenamiento N.º 37. Base de la Fuerza Aérea Lackland, Texas.
- Ala de Entrenamiento N.º 81. Base de la Fuerza Aérea Keesler, Misisipi.
- Ala de Entrenamiento N.º 17. Base de la Fuerza Aérea Goodfellow, Texas.
- Ala de Entrenamiento N.º 82. Base de la Fuerza Aérea Sheppard, Texas.
- Ala de Entrenamiento N.º 381. Base de la Fuerza Aérea Vandenberg, California.

### 19.ª Fuerza Aérea
- Cuartel General: Base de la Fuerza Aérea Randolph, Texas.

### Servicio de Reclutamiento de la Fuerza Aérea
- Base de la Fuerza Aérea Randolph, Texas.

### Universidad del Aire
- Base de la Fuerza Aérea Maxwell-Gunter, Alabama.

### Centro Médico Wilford Hall
- Base de la Fuerza Aérea Lackland, Texas.